# IAC-билдинг
IAC-билдинг — офисное здание в нью-йоркском районе Челси, строение в стиле деконструктивизма известного американского архитектора Фрэнка Гэри, штаб-квартира InterActiveCorp.
Здание, как и многие другие творения Фрэнка Гери, имеет изогнутые, ломаные линии, напоминает наполненные ветром паруса. По просьбе Барри Дилера, главы IAC, фасад здания был покрыт гладким стеклом, а не морщинистым титаном, как первоначально планировал Гери. С одной стороны здание примыкает к Вест-Сайд-Хайвей, крупной западной магистрали Манхэттена, и к набережной реки Гудзон, с другой расположено рядом с парком Хай-Лайн.

## В популярной культуре
- здание можно увидеть в начале фильма «Уолл-стрит: Деньги не спят»;
- В 2015 году журнал «Vanity Fair» назвал это десятиэтажное здание самым красивым офисным зданием Нью-Йорка[2].

## Галерея

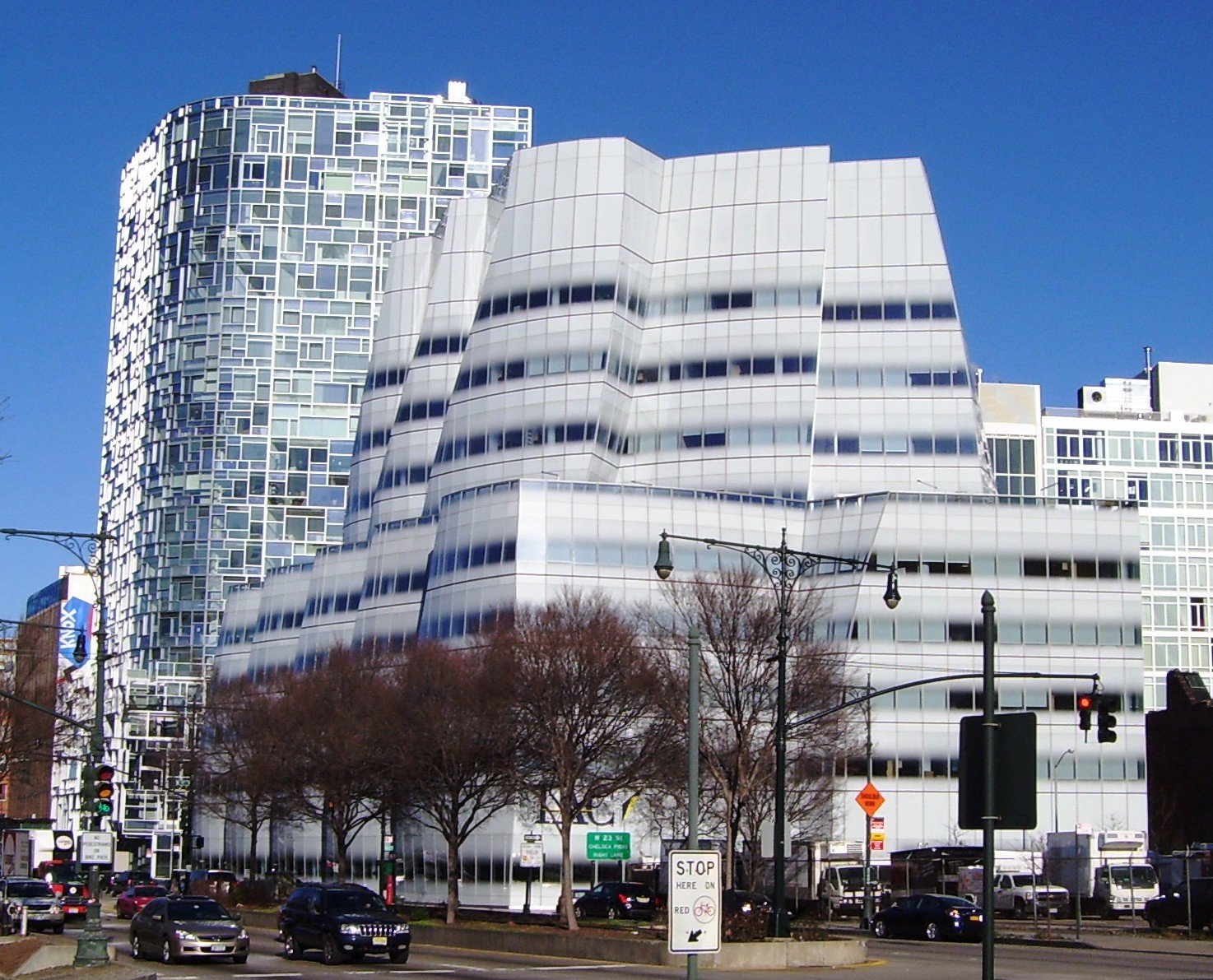
IAC-билдинг на фоне дома №100 на 11 авеню архитектора Жана Нувеля. 2010 год.
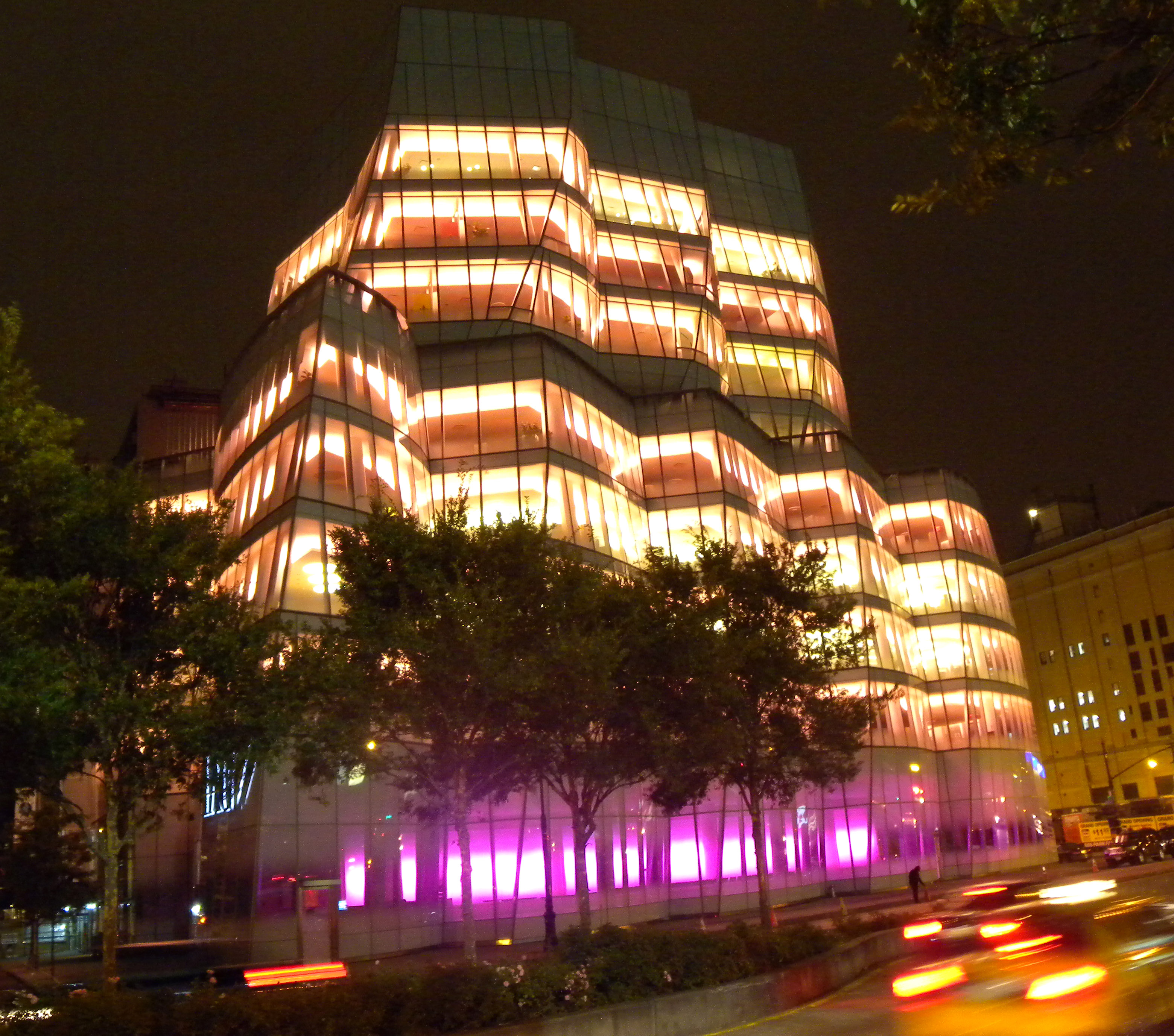
Вид на здание со стороны Вест-Сайд-Хайвей в ночное время. 2009 год.
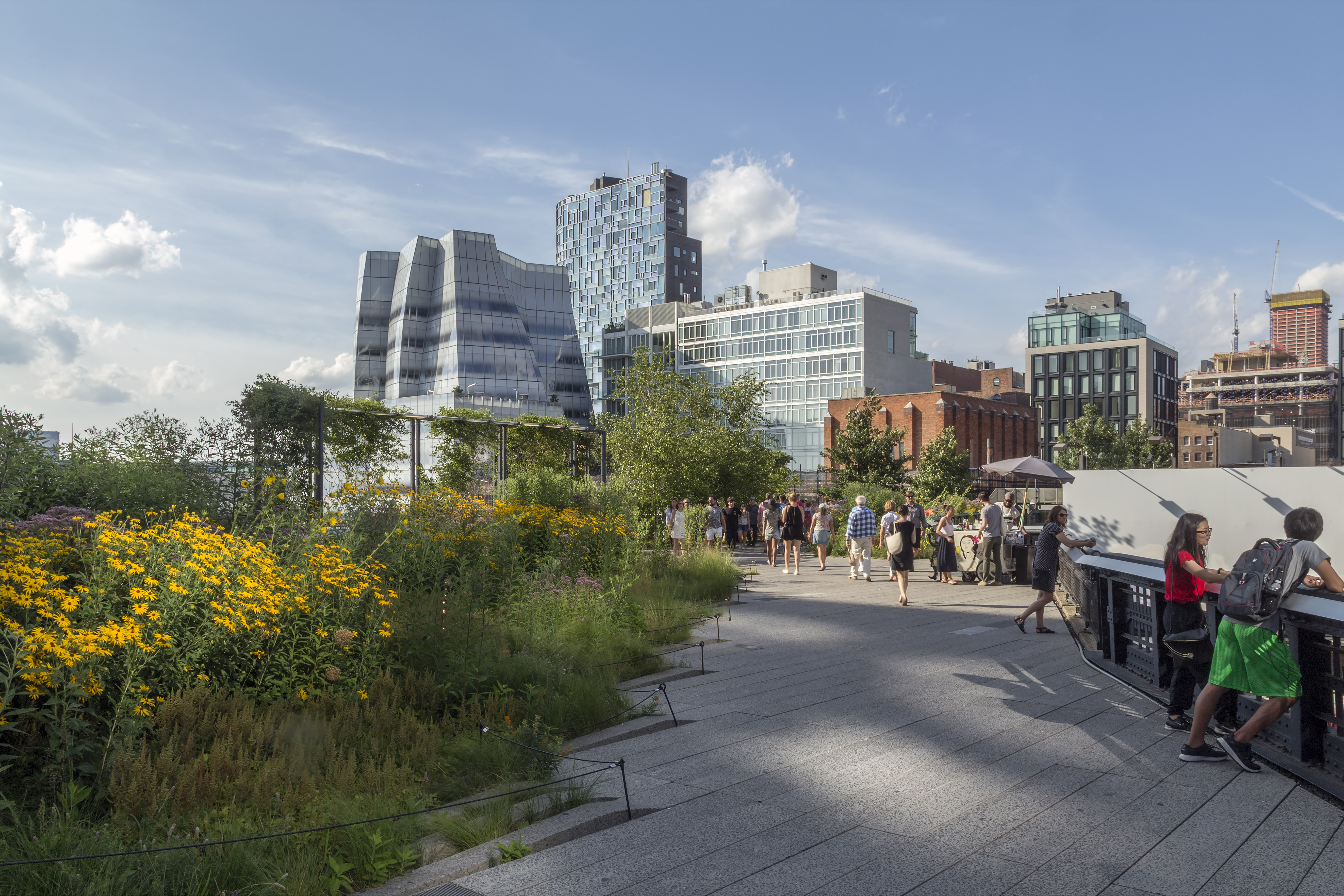
Вид на IAC-билдинг со стороны парка «Хай-Лайн». 2017 год.